# 陸玄錫
陸玄錫（1572年—？），號梅谷，浙江杭州府仁和县人，明朝政治人物。

## 生平
万历二十二年（1594年）甲午科应天府乡试舉人，二十九年（1601年）辛丑科進士，禮部觀政，初授廣東廉州府合浦县知县，三十一年本省同考，三十五考察，補潜山知縣，四十年降江西布政司照磨，四十二年升鷄澤知縣，四十四年擢大理寺右評事，四十四年升大理寺右寺副，四十七年升左寺正，本年官至廣東惠州府知府。